# 陳捷 (明朝)
陳捷（1493年—？），字仲遲，號東瀛，福建福州府長樂縣人，民籍，明朝政治人物。

## 生平
嘉靖四年（1525年）乙酉科福建鄉試第八十一名舉人。嘉靖八年（1529年）中式己丑科會試第八十二名，登第三甲第一百七十八名進士。二十三年三月由户部署员外郎升廣東按察司佥事，以考察去職。

## 家族
曾祖陳思眾；祖父陳宗禮；父陳孟約，母林氏。嚴侍下。